# Aconitum karakolicum
Aconitum karakolicum là một loài thực vật có hoa trong họ Mao lương. Loài này được Rapaics mô tả khoa học đầu tiên năm 1907.